# Mecosaspis atripennis
Mecosaspis atripennis là một loài bọ cánh cứng trong họ Cerambycidae.